# 5914 Kathywhaler
5914 Kathywhaler eller 1990 WK är en asteroid i huvudbältet som upptäcktes den 20 november 1990 av den australiensiske astronomen Robert H. McNaught vid Siding Spring-observatoriet. Den är uppkallad efter den skotska geofysikern Kathryn Anne Whaler.
Asteroiden har en diameter på ungefär 38 kilometer och den tillhör asteroidgruppen Cybele.